# げんき (雑誌)
げんきは講談社が発行している幼児向け雑誌。創刊は1994年9月。

## 概要
主に1歳から3歳までの幼児をターゲットとし、絵本、玩具、2歳前後に人気のキャラクター、父母向けの育児情報で構成される。競合誌は『ベビーブック』（小学館発行）である。
講談社は現在、0〜2歳児向けの雑誌を発行していないため（競合会社の小学館には『マミイ』があったが、2009年3月号で休刊）、同社の雑誌では最も低年齢層を対象とした雑誌となる。
現在は乳幼児向け番組の中で特に人気が高い、『いないいないばあっ!』をメインコンテンツにしており、他にも『ミッフィー』・『パンツぱんくろう』を中心的に取り上げている。表紙にはこの3つのキャラクターが掲載されていることが多い。
ただし、部数面では（1〜3歳ぐらいの乳幼児に最も人気がある『それいけ!アンパンマン』を擁する）『ベビーブック』に大差を付けられている。2〜4歳児向けの『おともだち』やNHK番組の専門誌『NHKのおかあさんといっしょ』・『いないいないばあっ!』などといった他の講談社幼児誌と年齢層・目的が重なっていることも原因の一つとされる。
講談社は2011年3月より「講談社こども倶楽部」という同社が発売する子供向け雑誌の総合サイトを開設し、『げんき』もその総合サイトに内包されている。

## 関連雑誌
- えくぼ (雑誌) - 講談社が1989年に創刊した、「マミイ」と対象年齢まで被った競合誌。版権キャラクターが本誌とほぼ同じであったため、1998年に本誌に統合する形で休刊した。「えくぼおうじ」というマスコットキャラクター（作：山本省三、絵：冬野いちこの絵本の主人公。『ひらけ!ポンキッキ』内でアニメ化もされた）が存在した。
- おともだち
- たのしい幼稚園

## 他社の競合雑誌
- ベビーブック
- めばえ
- マミイ
- (小学館の)幼稚園
- いたずら・ぶっく

- こどもちゃれんじ・ぷち
- こどもちゃれんじ・ぽけっと